# Hoya sussuela
Hoya sussuela is een plant uit de maagdenpalmfamilie (Apocynaceae).
De plant wordt gevonden in het tropisch regenwoud van Australië alsmede in Nieuw Guinea en delen van Maleisië. Het is een epifyt met ranke uitlopers waarvan de ranken zich slingeren om heesters en bomen. De plant heeft slanke stelen en hangende takken. De stam is maximaal 2 centimeter breed.
De groene bladeren zijn dik en vlezig succulent. Ze zijn ovaal met een afgeronde top. De lengte van elk blad ligt tussen de 6 en 9 centimeter bij een breedte van 3 tot 4,5 centimeter. 
De bloemen worden gevormd tussen de bladknopen op bloemstelen waaraan diverse bloemen in trosvorm verschijnen. De bloemen zijn 4 tot 6 centimeter groot en vormen trosjes van vier tot tien bloemen. De bloemkleur varieert van paars met een geelgroen centrum tot geelgroen met een geelwit centrum.